# Aaron Pierre
Aaron Stone Pierre (Londres, Inglaterra, 7 de junio de 1994) es un actor británico de cine, teatro y televisión.

## Biografía
Pierre es del sur de Londres. Se dedicó al atletismo y a las carreras de velocidad cuando era niño y desarrolló un interés por la actuación cuando era adolescente. Se unió al Croydon Young People's Theatre (CRYPT) una vez que se mudó de zona. Estudió Artes Escénicas en el Lewisham College antes de pasar a formarse en Toronto y en la London Academy of Music and Dramatic Art, graduándose en 2016.

## Trayectoria profesional
Pierre apareció en 2 episodios de la serie de la BBC One The A Word e interpretó al soldado romano Antonius en la serie 1 de la serie de Sky Atlantic Britannia. En 2018, comenzó a protagonizar el papel de Dev-Em en la serie de Syfy Krypton. Ese mismo año, Pierre protagonizó el papel de Cassio en Otelo en el Shakespeare's Globe. Por su actuación, recibió un Premio Ian Charleson de reconocimiento. Interpretó al Rey junto a Lenny Henry en la producción de 2019 de Rey Hedley II en el Theatre Royal Stratford East. El director estadounidense Barry Jenkins vio a Pierre en Otelo y le envió un mensaje después, invitándole a hacer una prueba para su nueva serie. Pierre consiguió el papel de César en The Underground Railroad, que se estrenaría en Amazon Prime en mayo de 2021.
En julio de 2021, Pierre apareció como Mid-Sized Sedan / Brendan en la película de M. Night Shyamalan Old. En agosto de 2021, se informó de que Pierre volvería a formar equipo con Barry Jenkins como un joven Mufasa en una película de Mufasa; El Rey León. En octubre de 2021, Pierre se unió al reparto de las próximas películas Rebel Ridge (después de que John Boyega renunciara por motivos familiares) y Foe, una adaptación de la Foe de Iain Reid.
En octubre de 2024, Pierre fue elegido para interpretar a John Stewart / Linterna Verde en la serie de televisión Lanterns del Universo DC.

## Filmografía

### Cine
| Año  | Título                         | Rol             | Ref.   |
| ---- | ------------------------------ | --------------- | ------ |
| 2016 | 18 Latimer Road (Cortometraje) | Raymond         |        |
| 2021 | Old                            | Sedan / Brendan | [ 20 ] |
| 2023 | Foe                            | Terrance        | [ 18 ] |
| 2024 | Mufasa: el rey león            | Mufasa (voz)    | [ 16 ] |
| 2024 | Rebel Ridge                    | Terry Richmond  | [ 17 ] |

### Series
| Año       | Título                   | Rol                 | Notas                      | Ref.   |
| --------- | ------------------------ | ------------------- | -------------------------- | ------ |
| 2017      | Prime Suspect 1973       | Terrence O'Duncie   | 2 capítulos                |        |
| 2017      | The A Word               | James Thorne        | 2 capítulos                |        |
| 2018      | Britannia                | Antonius            | 3 capítulos                | [ 7 ]  |
| 2018–2019 | Krypton                  | Dev-Em              | Rol principal              | [ 8 ]  |
| 2021      | The Underground Railroad | Caesar              | Miniserie                  |        |
| 2024      | Genius: MLK/X            | Malcolm X           | Miniserie                  |        |
| 2024      | Cartoon Box              | Bob's Dad – Eckhart | Rol principal              |        |
| 2025      | The Morning Show         | Miles               | Rol principal. Temporada 4 |        |
| 2026      | Lanterns                 | John Stewart        | Rol principal              | [ 19 ] |

### Teatro
| Año  | Título         | Rol            | Notas                                 |
| ---- | -------------- | -------------- | ------------------------------------- |
| 2018 | Othello        | Michael Cassio | Globe Theatre, Londres                |
| 2019 | King Hedley II | King           | Theatre Royal Stratford East, Londres |

## Premios y nominaciones
| Año  | Premio                          | Categoría                        | Trabajo | Resultado | Ref.   |
| ---- | ------------------------------- | -------------------------------- | --- | --------- | ------ |
| 2018 | Ian Charleson Awards            | Commendations                    | Othello | Nominado  | [ 21 ] |
| 2025 | Nickelodeon Kids' Choice Awards | Canción favorita de una película | «I Always Wanted a Brother» junto a Braelyn Rankins, Theo Somolu, y Kelvin Harrison Jr. (Para Mufasa: el rey león) | Nominada  | [ 22 ] |